# Очеретувате (Кременчуцький район)
Очеретува́те — село в Україні, у Семенівській селищній громаді Кременчуцького району Полтавської області. Населення становить 837 осіб. Колишній центр Очеретуватської сільської ради.

## Географія
Село Очеретувате знаходиться за 2,5 км від смт Семенівка. Поруч проходить автомобільна дорога Т 1716.

## Історія
12 червня 2020 року, відповідно до розпорядження Кабінету Міністрів України № 721-р «Про визначення адміністративних центрів та затвердження територій територіальних громад Полтавської області», село увійшло до складу Семенівської селищної міської громади.
19 липня 2020 року, в результаті адміністративно - територіальної реформи та ліквідації Семенівського району, село увійшло до складу новоутвореного Кременчуцького району.

### Репресовані радянською владою односельці
1. Вовк Митрофан Аврамович — 1903 року народження, місце народження: Полтавська обл. с. Очеретувате Семенівського р-ну, національність: українець, соціальне походження: із селян, останнє місце проживання: Очеретувате, остання місце роботи: колгоспник, Заарештований 8 вересня 1936 р., Засуджений Харківським обласним судом 7 лютого 1937 р. за ст. 54-10 КК УРСР до 3 років позбавлення волі з поразкою в правах на 1 рік.

## Політика

### Парламентські вибори, 2019
На позачергових парламентських виборах 2019 року у селі функціонувала окрема виборча дільниця № 530842, розташована у приміщенні будинку культури.
Результати
- зареєстровано 515 виборців, явка 57,67%, найбільше голосів віддано за «Слугу народу» — 55,52%, за Всеукраїнське об'єднання «Батьківщина» — 10,34%, за Радикальну партію Олега Ляшка — 8,28%.[3] В одномандатному окрузі найбільше голосів отримала Анастасія Ляшенко (Слуга народу) — 28,72%, за Фахраддіна Мухтарова (самовисування) — 23,53%, за Олексія Баганця (Всеукраїнське об'єднання «Батьківщина») — 21,11%[4].

## Економіка
- Молочно-товарна ферма.
- ПП «Дружба».

## Об'єкти соціальної сфери
- Школа І-ІІ ст. (не працює)
- Будинок культури.
- Стадіон.

## Спорт
У Чемпіонаті й Кубку Полтавської області з футболу село представляє аматорський футбольний клуб «Дружба».

## Відомі уродженці та жителі села
- Вовчук Іван Федорович, (Справжнє ім'я — Вовк Федір Іванович) — (народ. 18 вересня 1903 с. Очеретувате, Семенівський район, Полтавська область — 14 травня 1979, Пітсбург, США) — український громадський і політичний діяч, віце-президент УГВР, член Проводу ОУН в еміграції.
- Бутенко Євген Павлович — (народ. 15 вересня 1931 року) — український письменник-прозаїк, краєзнавець, почесний громадянин Семенівщини.